# 帯谷竜一
帯谷 竜一（おびたに りゅういち、古い資料では「帶谷龍一」。1908年9月4日 －没年不明 ）は、日本の男性フィギュアスケート選手。1932年レークプラシッドオリンピック男子シングル日本代表。慶應義塾大学経済学部卒業。兵庫県出身。

## 主な戦績
| 大会/年      | 1929-30 | 1930-31 | 1931-32 | 1932-33 |
| ------------ | ------- | ------- | ------- | ------- |
| オリンピック |         |         | 12      |         |
| 世界選手権   |         |         | 8       |         |
| 全日本選手権 | 4       | 2       |         | 4       |

オリンピック出場のため1932年の全日本選手権には出場していない。